# Vídua cuaampla
La vídua cuaampla (Vidua obtusa) és un ocell de la família dels viduids (Viduidae).

## Hàbitat i distribució
Viu a les sabanes del nord d'Angola, sud i est de la República Democràtica del Congo, Burundi, Ruanda, extrem sud-oest d'Uganda, sud de Kenya i oest i sud de Tanzània cap al sud fins al sud d'Angola, extrem nord-est de Namíbia, nord de Botswana, Zimbabwe i nord-est de Sud-àfrica.